# Oberonia labidoglossa
Oberonia labidoglossa är en orkideart som beskrevs av Rudolf Schlechter. Oberonia labidoglossa ingår i släktet Oberonia och familjen orkidéer. Inga underarter finns listade i Catalogue of Life.